# Nervous Records
Nervous Records es una casa discográfica independiente, de estilos House y hip-hop fundada en 1991 en la ciudad de Nueva York.
Entre sus marcas hermanadas están Nervous Dog Records y también Ricanstruction Records.

## Artistas
- Black Moon
- Kerri Chandler
- Kim English
- Frankie Feliciano
- Wayne Gardiner alias Classic Man
- Masters At Work
- Mood II Swing
- Byron Stingily
- Danny Tenaglia
- Dany Fright
- Armand Van Helden
- Josh Wink
- Shyheim Dionel Franklin